# Regeringen Mantere
Regeringen Mantere var det självständiga Finlands sextonde regering. Regeringen var en framstegspartistisk minoritetsregering dit även formellt opolitiska fackministrar ingick. Statsminister Oskari Mantere var Framstegspartiets partiordförande mellan 1918 och 1929 samt på nytt mellan 1931 och 1933. Ministären regerade från 22 december 1928 till 16 augusti 1929. Regeringen föll på en proposition om höjda tjänstemannalöner.
| Minister                                                                 | Ämbetsperiod                                                       | Parti                           |
| ------------------------------------------------------------------------ | ------------------------------------------------------------------ | ------------------------------- |
| Statsminister Oskari Mantere                                             | 22 december 1928–16 augusti 1929                                   | Framstegspartiet                |
| Utrikesminister Hjalmar J. Procopé                                       | 22 december 1928–16 augusti 1929                                   | opolitisk (Svenska folkpartiet) |
| Justitieminister Anton Kotonen Oiva Huttunen                             | 22 december 1928–18 februari 1929 18 februari 1929–16 augusti 1929 | opolitisk (SDP) opolitisk       |
| Inrikesminister T.M. Kivimäki                                            | 22 december 1928–16 augusti 1929                                   | Framstegspartiet                |
| Försvarsminister A.K. Cajander                                           | 22 december 1928–16 augusti 1929                                   | Framstegspartiet                |
| Finansminister Hugo Relander                                             | 22 december 1928–16 augusti 1929                                   | opolitisk                       |
| Undervisningsminister Lauri Ingman                                       | 22 december 1928–16 augusti 1929                                   | opolitisk (Samlingspartiet)     |
| Jordbruksminister Eemil Linna                                            | 22 december 1928–16 augusti 1929                                   | Framstegspartiet                |
| Biträdande jordbruksminister Uuno Brander                                | 22 december 1928–16 augusti 1929                                   | Framstegspartiet                |
| Minister för kommunikationsväsendet och allmänna arbetena Jalmar Castrén | 22 december 1928–16 augusti 1929                                   | opolitisk                       |
| Handels- och industriminister Kyösti Järvinen                            | 22 december 1928–16 augusti 1929                                   | opolitisk (Samlingspartiet)     |
| Socialminister Niilo A. Mannio                                           | 22 december 1928–16 augusti 1929                                   | Framstegspartiet                |

## Fotnoter
1. ↑  
Mantere, Oskari. Uppslagsverket Finland. Schildts. Läst 1 augusti 2011.
2. ↑  16. Mantere Arkiverad 12 september 2014 hämtat från the Wayback Machine. Statsrådet (finska)